# Nils Silfverskiöld (1751–1822)
Nils Nilsson Silfverskiöld, född 19 oktober 1751, död 9 december 1822 i Eksjö, var en svensk militär och ämbetsman.

## Biografi
Nils Silfverskiöld tillhörde den adliga ätten Silfverskiöld nr 1073 och var dotterson till Samuel von Hyltéen. Han blev korpral vid Norra skånska kavalleriregementet 1768, kornett 1768, sekundadjutant 1771, löjtnant i armén 1772, löjtnant vid regementet 1773, ryttmästare vid Jämtlands dragonregementes kavalleriskvadron 1778, sekundmajor vid Jämtlands dragonregementes kavalleriskvadron 1781, ryttmästare vid Livregementet till häst 1783 och chef för regementets dragonkår 1786. Med detta deltog Silfverskiöld i 1789 och 1790 års krig i Finland. Han blev överstelöjtnant i armén 1790 och vid regementets delning överstelöjtnant i regementet och sekundchef för lätta dragonkåren 1791–1793.
Han var landshövding i Värmlands län 1793–1802.

## Utmärkelser
- Riddare av Svärdsorden, 1772.